# Collaboration Data Objects for Windows NT Server
Collaboration Data Objects for Windows NT Server (CDONTS) är en komponent i serverversionerna av Windows NT och Windows 2000 som gör det möjligt att skicka mail via webbformulär. CDONTS har med tiden ersatts med CDOSYS.